# Fäbosjön
Fäbosjön är en sjö i Katrineholms kommun i Södermanland och ingår i Norrströms huvudavrinningsområde. Sjön har en area på 0,406 kvadratkilometer och ligger 41 meter över havet.

## Delavrinningsområde
Fäbosjön ingår i det delavrinningsområde (656236-152030) som SMHI kallar för Ovan 655945-151737. Medelhöjden är 52 meter över havet och ytan är 34,63 kvadratkilometer. Det finns inga avrinningsområden uppströms utan avrinningsområdet är högsta punkten. Forsån som avvattnar avrinningsområdet har biflödesordning 2, vilket innebär att vattnet flödar genom totalt 2 vattendrag innan det når havet efter 195 kilometer. Avrinningsområdet består mestadels av skog (53 procent), öppen mark (14 procent) och jordbruk (28 procent). Avrinningsområdet har 0,4 kvadratkilometer vattenytor vilket ger det en sjöprocent på 1,2 procent.